# Ivo Malec
Ivo Malec (ur. 30 marca 1925 w Zagrzebiu, zm. 14 sierpnia 2019 w Paryżu) – francuski kompozytor pochodzenia chorwackiego.

## Życiorys
W latach 1949–1951 studiował w akademii muzycznej w Zagrzebiu u Milo Cipry (kompozycja) i Friedricha Zauna (dyrygentura). W latach 1952–1953 pełnił funkcję dyrektora artystycznego opery w Rijece. Od 1955 roku przebywał w Paryżu, gdzie był uczniem Pierre’a Schaeffera i brał udział w pracach Groupe de Musique Concrète. W 1959 roku osiadł na stałe we Francji. Od 1960 roku pracownik działającej przy ORTF Groupe de recherches musicales. W latach 1972–1990 wykładał w Konserwatorium Paryskim. W 1992 roku otrzymał Grand Prix national de la musique. Odznaczony został krzyżem komandorskim Orderu Sztuki i Literatury (1990) oraz krzyżem kawalerskim Legii Honorowej (2006).

## Twórczość
Twórczość Malca ukształtowała się pod wpływem Pierre’a Schaeffera i pracy w Groupe de Musique Concrète. Przyczynił się do rozwoju muzyki elektroakustycznej. Na gruncie muzyki orkiestrowej, chcąc przełamać opory muzyków wynikające ze złożoności materii w kompozycjach współczesnych, wprowadzał podziały orkiestr na mniejsze, zautonomizowane zespoły koordynowane przez dyrygenta, dające muzykom pewien stopień swobody działania.

## Wybrane kompozycje
(na podstawie materiałów źródłowych)

### Utwory orkiestrowe
- Symfonia (1951)
- Maquettes na 17 instrumentów (1957)
- Mouvements en couleur (1959)
- Séquences na wibrafon i smyczki (1960)
- Tutti na orkiestrę i taśmę (1962)
- Sigma (1963)
- Oral na aktora i orkiestrę (1967)
- Vocatif (1968)
- Gam(m)es (1971)
- Tehrana (1975)
- Arco-22 na 22 instrumenty smyczkowe (1976)
- Ottava bassa na kontrabas i orkiestrę (1983)
- Exempla (1994)
- koncert skrzypcowy Ottava alta (1995)
- Sonoris causa (1997)
- koncert wiolonczelowy Arc-en-cello (1999–2000)

### Utwory kameralne
- Trio fortepianowe (1950)
- Sonata brevis na wiolonczelę i fortepian (1956)
- Exercise de style (baroque) na smyczki (1958)
- Trois stèles na instrumenty (1963)
- Miniatures pour Lewis Carroll na skrzypce, flet, harfę i perkusję (1964)
- Échos na 10 wykonawców (1965)
- Planètes na instrumenty (1966)
- Lumina na 12 instrumentów smyczkowych i taśmę (1968)
- Kitica na skrzypce, flet, klarnet i puzon (1972)
- Actuor na 6 perkusji (1973)
- Arco-11 na 11 instrumentów smyczkowych (1975)
- Pieris na 2 harfy (1985)
- Forma na trio smyczkowe i taśmę (1985)
- Attacca na perkusję solo i taśmę (1985–1986)
- Arco-1 na wiolonczelę (1987)
- Saturnalia na kontrabas (1996)

### Utwory fortepianowe
- Sonata (1949)
- Dialogues (1961; także wersja na klawesyn 1966)

### Utwory organowe
- Doppio coro (1993)

### Utwory wokalno-instrumentalne
- Poèmes de Radovan na sopran lub tenora i fortepian (1952)
- Les douze mois na głosy solowe, chór, chór dziecięcy i orkiestrę kameralną (1960)
- Cantate pour elle na sopran, harfę i taśmę (1966)
- Lied na 18 głosów i 39 instrumentów smyczkowych (1969)
- Dodecameron na 12 głosów solowych (1970)
- Vox, vocis, f. na 3 głosy żeńskie i 9 lub 15 instrumentów (1979)

### Utwory sceniczne
- kolaż sceniczny Victor Hugo – Un contre tous na 2 aktorów, chór, orkiestrę i taśmę (wyst. Awinion 1971)

### Utwory na taśmę
- Mavena (1956)
- Reflets (1960)
- Dahovi I (1961)
- Dahovi II (1962)
- Luminetudes (1968)
- Bizarra (1972)
- Triola ou Symphonie pour moi-même (1978)
- Recitativo (1980)
- Carillon Choral (1981)
- Week-end na 3 syntezatory i taśmę (1982)
- Artemisia (1991)